# Le Bourguet
Le Bourguet is een gemeente in het Franse departement Var (regio Provence-Alpes-Côte d'Azur) en telt 25 inwoners (2009). De plaats maakt deel uit van het arrondissement Draguignan.

## Geografie
De oppervlakte van Le Bourguet bedraagt 20,0 km², de bevolkingsdichtheid is dus 1,3 inwoners per km².
De onderstaande kaart toont de ligging van Le Bourguet met de belangrijkste infrastructuur en aangrenzende gemeenten.

## Demografie
Onderstaande figuur toont het verloop van het inwonertal (bron: INSEE-tellingen).